# Байдаевский мост (Новокузнецк)
Байдаевский мост — мост через реку Томь на Притомском шоссе между Мурманской, Фесковской, Правобережной улицами в основной части Орджоникидзевского района и Притомским посёлком. Недалеко имеется развязка, откуда можно добраться в Междуреченск, Осинники и Сосновку.
Мост является самым длинным цельножелезным автомобильным мостом в Кузбассе, он сооружён из деталей, изготовленных на заводе «Кузнецкие металлоконструкции». Длина моста длина — 220 метров, вес — 800 тонн.

## История
В 1953 году был построен новый мост вместо паромной переправы.
Для проезда к месторождению коксующегося угля в районе Альжераса и городу Междуреченску во второй половине 50-х годов решено было построить мост. Работы велись трестом «Томьуса». Трест получил финансирование от Министерства угольной промышленности. Поскольку территория строительства находилась за городской чертой Новокузнецка, то мост построили без формального разрешения городских властей.
Ремонт дорожного полотна производится Новокузнецким НДРСУ
В 2008—2009 годах, мостоотряд № 85 провел реконструкцию моста, отремонтировав и усилив его.
в 2020 году подняли вопрос о строительстве нового моста.
В 2024 году решается вопрос об очередной реконструкции, стоимость которой оценивается в 7-8 млрд руб., либо строительстве нового моста за 9 млрд руб.